# Родопски лопен
Родопски лопен (Verbascum spathulisepalum) е растение, вид лопен, балкански ендемит, разпространен само в отделни находища на Източните Родопи и Северна Гърция. В Червената книга на България растението е вписано като застрашен вид.

## Разпространение и местообитания
Родопският лопен е разпространен в Северна Гърция и две находища в България на надморска височина около 300 m. Известните находища на вида в България са в Източни Родопи по Мъгленишки рид в района на село Горни Юруци, община Крумовград и района около село Долно Луково, община Ивайловград. Среща се по скални пукнатини и каменисти тревисти места из храсталаци и редки гори.

## Описание на вида
Родопският лопен е многогодишно тревисто растение с допълнителни розетки в основата на цветоносното стъбло. Стъблото е високо 40–50 cm, като в горната половина е разклонено. Приосновните листа са с дълги дръжки с дължина 1–8 cm, на петурите 3–8 cm и широчина 1,5–4 cm, елиптичнояйцевидни до закръгленояйцевидни, цели, с клиновидна основа, ситно равномерноназъбени. Стъбловите листа са снабдени с много по-къси дръжки, по-дребни, преминаващи в прицветници. Цветовете са разположени по 2, рядко 3–4 в едностранен дихазий, образуващи пирамидално метличесто съцветие. Чашката е дълга 3 – 5 mm, разредено разклоненовлакнеста. Венчето е с диаметър 20–25 mm, яркожълто, отвън и отвътре голо. Тичинките са пет, а тичинковите дръжки са изцяло покрити от виолетови папили. Цъфти юни, а плододава през юли. Опрашва се от насекоми. Размножава се със семена и коренищни издънки.

## Мерки за защита на вида
Популациите са малочислени, с единични индивиди, рядко представени с малки групи. Възобновяват се сравнително добре. Опасности за вида са пашата на селскостопански животни, залесяване, строеж на пътища за дърводобив и охрана на държавната граница, ограничен ареал и ниска плътност на популацията.
Защитен вид от Приложение 3 на Закона за биологичното разнообразие в България.
През 2013 г. е създадена защитена местност „Находище на родопски лопен“ с площ 24,27 хектара в землището на село Горни Юруци, община Крумовград.